# Sono solo canzonette
Sono solo canzonette è il settimo album in studio del cantautore italiano Edoardo Bennato, uscito nel 1980. Si tratta di un concept album ispirato alla storia di Peter Pan.
È stato pubblicato a meno di un mese dal precedente LP Uffà! Uffà!

## Tracce
Testi e musiche di Edoardo Bennato
LATO A
1. Ma che sarà... - 4:35
2. Il rock di Capitan Uncino - 5:40
3. Nel covo dei pirati - 5:17
4. Dopo il liceo che potevo far - 2:52

LATO B
1. L'isola che non c'è - 4:00
2. Rockoccodrillo - 6:15
3. Tutti insieme lo denunciam - 4:56
4. Sono solo canzonette - 5:14

## Musicisti
- Edoardo Bennato: voce, armonica, kazoo, chitarra
- Tony Di Mauro: chitarra
- Ernesto Vitolo: pianoforte
- Lucio Bardi: chitarra
- Tony Cercola: percussioni
- Claudio Bazzari: chitarra
- Paolo Donnarumma: basso
- Ellade Bandini: batteria
- Aldo Banfi: sintetizzatore
- Rosario Jermano: percussioni (in Nel covo dei pirati)
- Alfredo Golino: batteria (in Dopo il liceo che potevo far)
- Orazio Mori: baritono (in Tutti insieme lo denunciam)
- Edith Martelli: soprano (in Tutti insieme lo denunciam)
- Nando Caccaviello: violoncello (in Nel covo dei pirati)
- Renato Riccio: viola (in Nel covo dei pirati)
- Enzo Avitabile: sassofono baritono, sassofono tenore
- Robert Fix: ciaramella, cromorno (in Nel covo dei pirati)
- Lella Esposito, Julie Scott, Wanda Radicchi, Pino Ferro, Umberto Calice, Urbano Miserocchi, Silvio Pozzoli: cori
- Antonio Sinagra: arrangiamenti e direzione d'orchestra per Dopo il liceo che potevo far e Tutti insieme lo denunciam
- Eugenio Bennato: arrangiamento e direzione d'orchestra per Nel covo dei pirati

## Altri media
Le tracce del disco sono in seguito quasi tutte aggiunte in Peter Pan, il musical del 2006.